# Eva Hartog
Eva Hartog (1988) is een Nederlandse journalist die werkzaam was in Rusland. Zij was hoofdredacteur van de Engelstalige krant The Moscow Times.

## Jeugd
Hartog groeide op in Spanje. Ze is de dochter van een Russische moeder en een Nederlandse vader, die boeken vanuit het Russisch naar het Nederlands vertaalt. 

## Carrière
Hartog studeerde Liberal Arts and Sciences aan University College Utrecht en politieke filosofie aan de Universiteit van Leiden. In 2013 werd zij correspondent bij The Moscow Times, de Engelstalige krant die in de jaren negentig door de Nederlandse journalist Derk Sauer werd begonnen. In juli 2017 werd zij benoemd als de nieuwe hoofdredacteur. Op dat moment besloot de krant ook volledig over te stappen van papier naar digitaal. Omstreeks 2019 stopte Hartog als hoofdredacteur.
Naast haar werkzaamheden voor de The Moscow Times schrijft Hartog onder andere voor Vrij Nederland, The Guardian en Time Magazine. Ook komt zij regelmatig in verschillende media, waaronder De Wereld Draait Door, aan het woord als Ruslandduider. 
Sinds 2019 werkt(e) Hartog als correspondent in Rusland voor De Groene Amsterdammer, Politico Europe en RTL Nieuws. Op 16 augustus 2023 maakte Hartog zelf bekend dat ze van het Russische ministerie van Buitenlandse Zaken had vernomen dat haar visum voor het eerst in tien jaar niet zou worden verlengd. Ze moest Rusland binnen zes dagen verlaten. Kort daarvoor was ze afgereisd naar Moskou om een rechtszaak tegen de gevangen oppositieleider Aleksej Navalny te volgen.